# Liste de mines en Pologne
Voici une liste de mines situées en Pologne, triée par type de production.

## Liste

### Charbon
- Mine d'Adamów
- Mine de Bełchatów
- Mine de Bielszowice
- Mine de Bogdanka
- Mine de Bolesław Śmiały
- Mine de Borynia
- Mine de Budryk
- Mine de Chwałowice
- Mine de charbon Drzewce (en)
- mine de charbon Dęby Szlacheckie (en)
- mine de charbon Gubin (en)
- Mine d'Halemba
- Mine de Janina
- Mine de Jankowice
- Mine de Jas-Mos
- mine de charbon Jóźwin (en)
- Mine de Konin
- Mine de Krupiński
- mine de charbon Legnica (en)
- mine de charbon Mosty (en)
- Mine de Murcki
- mine de charbon Mysłowice-Wesoła (en)
- mine de charbon Piaski (en)
- Mine de Piast
- Mine de Pniówek
- Mine de Sobieski
- Mine de Sośnica-Makoszowy
- Mine de Staszic
- mine de charbon Szczygłowice (en)
- mine de charbon Tomisławice (en)
- mine de charbon Trzcianka (en)
- Mine de Turów
- Mine de Wujek
- Mine de Ziemowit
- Mine de Zofiówka

### Cuivre
- mine Bytom Odrzański (en)
- mine Gaworzyce (en)
- mine Głogów Głęboki-Przemysłowy (en)
- Mine de Lubin
- mine Myszków (en)
- Mine de Polkowice-Sieroszowice
- mine Retków (en)

### Nickel
- mine Szklary (en)

### Sel
- Mines de sel de Bochnia
- Mines de sel de Wieliczka